# Chefferie colla
Cet article concerne l'entité socio-territoriale Colla. Pour le peuple, voir Kolla.
1100–1450
Entités précédentes :
- Tiwanaku

Entités suivantes :
- Empire inca

La chefferie Colla, Qolla ou Qulla, également appelée Llaqta Colla et curacazgo Colla, est l'entité socio-territoriale et politique gouvernée par le peuple Kolla, composée des nations dans le nord-ouest du bassin du Lac Titicaca. C'est une société segmentaire, divisée en une multitude de sous-entités et de lignages,.
Le domaine est l'un des royaumes aymaras occupant l'altiplano andin à la suite de la chute de la cité impériale de Tiwanaku. Au milieu du XVe siècle, les Kollas possèdent un vaste territoire, constituant l'un des plus grands royaumes Aymaras, qui est à cette époque conquit par le Sapa Inca IX Pachakutiy Yupanqui, l'Intipchurin (« fils du soleil »), avec d'autres entités politiques de la région. La chefferie colla est souvent considérée comme une entité puissante unifiée, principal rival des incas. Cependant, contrairement aux documents ethno-historiques, les études archéologiques montrent un territoire politiquement plus fragmenté, couvert de fortifications locales défensives, appelées pukaras.
Le pouvoir Colla est l'une des premières puissances de l'altiplano, son territoire couvrant plus de 20.000 kilomètres carrés, et se réclame de l'héritage culturel de l'ancienne civilisation de Tiwanaku. Linguistiquement, la nation Qolla adopte le Puquina, qui exerce une grande influence sur les hauts plateaux, qualifié de « quatrième langue générale du Pérou ».
Sous l'empire inca, la région du Qulla Suyu est nommée en référence à la chefferie Kolla, mais désigne une région plus vaste, comprenant l’ensemble des royaumes Aymaras, à cause du fait que les incas appellent l'entièreté de la population Aymara  « Colla ».

## Organisation
Le souverain Colla reçoit le titre de Colla Capac ou Chuchi Capac. Le titre de Zapana est également porté par le souverain, tandis que le chef d'Azangaro reçoit le titre de Humalla. Le titre Colla Capac est probablement porté par plusieurs individus au cours de l'histoire, et ne correspond pas à un nom personnel .
Capac est un terme utilisé par les incas pour désigner un statut héréditaire lié au surnaturel (à Cuzco, le terme désigne les incas royaux, dits « oreillards »), et peut désigner des adversaires étrangers puissants, égaux aux souverains incas. Le fait d'adopter le titre de Capac peut être perçu comme une provocation. Ce terme est probablement la manière des incas de désigner les structures et pratiques d'autres peuples.

### Capitale
La capitale pré-inca de la chefferie colla rapportée par les documents ethno-historiques de l'époque coloniale est Hatunqulla. Cependant des recherches archéologiques effectuées dans l'ancienne cité indiquerait, selon certains, qu'il s'agit d'un établissement d'époque inca.
Le site de Sillustani est peut-être un centre d'unité ethnique des collas.

### Séparation enUmaetUrco
Le domaine est organisé en deux régions dotées d'un souverain, selon une ligne de démarcation : Urcosuyu ( Urco : mâle, feu) et Umasuyu ( Uma : femelle, eau)’,.

Sépération symbolique de l'altiplano en deux moitiés Urco et Uma.

La capitale, le centre politique principal dominant est Hatunqulla, c'est-à-dire « Colla, la Grande » située 34 km au nord de Puno,dans l'Urcosuyu et gouvernée par la dynastie des Zapanas.[réf. nécessaire]. La capitale et entité socio-territoriale gouvernante d'Umasuyu est Azangaro, subordonnée à Hatunqulla. Cette forme de gouvernement diarchique fondée sur la dualité est caractéristique des sociétés andines pré-hispaniques centrales, dans lesquelles deux moitiés complémentaires du territoire existent, mais dont l'une règne toujours sur l'autre.
D'après Thérèse Bouysse-Cassagne, la moitié orientale Uma est un centre linguistique du puquina, tandis que la moitié Urco contient moins de puquinophones,. Cependant la division linguistique n'est pas importante à l'époque inca et coloniale.

### Unité socio-politique
Selon l'ethno-historienne María Rostworowski, la multitude de titres, rapportés notamment par le chroniqueur Pedro Cieza de León, indique que le territoire est partagé par plusieurs kurakas (chefs) distincts. Suivant des recherches archéologiques dans la région de la côte nord du lac Titicaca, et en se fondant sur les chroniqueurs coloniaux, l'anthropologue Elizabeth Arkush estime que la chefferie colla est fragmentée politiquement en plusieurs ensembles constitués de constructions défensives, appelées pukaras. Les ensembles de pukaras sont unies à cause de leur proximité, ce qui leur permet de se lancer des signaux d'alertes. Selon elle, « les preuves archéologiques en ce moment indiquent qu'il n'existe pas de seigneurie colla stable et unifiée au moment de la rencontre avec les incas, sinon une série de groupes ou de confédérations sous-régionaux ». D'après Charles Stanish, la période intermédiaire tardive, qui dure de 1000 aux environs de 1450, est marquée par des sociétés segmentaires, politiquement fragmentées, qui s'associent des identités ethniques régionales liées à des liens de parenté supposés, créant des complexes socio-territoriaux de grande taille.
L'établissement de pukaras, constructions à caractère défensif situés dans de hautes altitudes et coupés des sources d'eau, indique que les conflits armées dans le territoire de la chefferie colla sont fréquents. En s'associant à des pukaras principaux, les petites pukaras peuvent assurer leur sécurité. D'autres centres de pouvoir, semi-autonomes, que Hatunqulla existent, notamment Azangaro, Callavaya, Moho, Chuquicache, Oruro et Asillo, situés principalement dans la moitié Uma.
Les groupes régionaux de l'État Qolla sont quarante-et-unes. Ces petites entités socio-territoriales, des « petites chefferies » ou « nations », sont réparties selon les deux régions du territoire, et sont composées d'ayllus (groupes de lignages), appelés hatas dans cette région, sous la domination de l'un d'entre eux,.
La moitié Urco contient les « nations » ou « provinces »  de Hatunqulla, l'état dominant et conquérant, Caracoto, Juliaca, Nicasio, Lampa, Cabana, Cabanilla, Mañaso, Vilacache, Puno, Paucarcolla, Capachica, Vilque Grande, Cupi, Ñuñoa, Huancoayllu, Sangarara, Pucará, Macarí et Omacharí.
Umasuyu est composé des « nations » d'Asillo, Arapa, Ayaviri, Saman, Taraco, Azangaro, qui est la nation chargée du gouvernement de la partie orientale, Quequesana, Chupa, Achaya, Caminaca, Carabuco, Cancara, Moho, Conima, Ancorraimes, Huaycho, Huancasi, Vilque Chico, Huancané, et Pusi.

## Histoire

### Arrivée dans l'altiplano andin et origine

Les zones d'influence des civilisations de Huari et Tiwanaku.

Aux environs de l'an 1000, la civilisation de l'ancienne cité de Tiwanaku s'effondre, peut-être à cause de phénomènes écologiques, et une partie de la population entreprend des migrations entre 1050 à 1150, partant du bassin du lac Titicaca et se répandant dans tous l'altiplano andin et la côte de l'océan pacifique,. L'époque suivant l'effondrement de Tiwanaku, appelée « période intermédiaire tardive », voit une instabilité politique relativement élevée. La langue parlée par les Collas est le puquina, décrit comme « quatrième langue générale du Pérou », à côté de l'aymara, du quechua et du quingnam,. Selon certains ethno-historiens, le puquina est l'ancienne langue de Tiwanaku, héritée par les Collas.
Selon les chroniqueurs coloniaux, la chefferie Hatunqulla étend son domaine, et la confédération d'entités socio-territoriales sous sa domination forme progressivement l'État Qulla. Les chefferies de l'altiplano sont parfois qualifiées de « royaumes » par les écrits coloniaux, en raison du haut niveau d'organisation qu'on leur attribue. Cependant, d'après l'anthropologue Elizabeth Arkush, les recherches archéologiques effectuées aux alentours du lac Titicaca contredisent l'idée  d'un processus de consolidation d'un état colla. Abandonnant le système de champ élevé adopté par Tiwanaku, les Qollas construisent, dans le cadre de conflits régionaux, des fortifications défensives, appelées Pukaras, sur les sommets des montagnes. De 1000 à 1275, les Qollas abandonnent les résidences isolés des montagnes, marquant l'époque par des complexes agro-pastoraux et défensives, et, tandis qu'une élite locale commence à s'établir, se concentrant sur les travaux communautaires. Les premières pukaras, des fortifications, sont établies en petite quantité à partir de l'an 1000. Les pukaras sont alors de taille modeste, de sont pas très fortifiées, et n'hébergent que de petites populations, de manière non-permanente. La chefferie colla est organisée à cette époque de manière segmentaire, c'est-à-dire dans un système hiérarchique d'ensembles de lignages et d'entités locales semi-autonomes, attachés à des centres politiques. Le chroniqueur colonial Pedro Sarmiento de Gamboa rapporte que les collas contrôlent à une époque un territoire similaire en étendu à celui de Tiwanaku, qui s'est progressivement fragmenté.

#### Conflits régionaux duXIVesiècle
À partir de 1300, les pukaras deviennent courantes et sont établies en grande quantité dans toute la région, dotées d'une fonction résidentielle. Des coalitions d'alliance de pukaras de taille modeste, qui servent à protéger les populations locales, se forment alors autour de grandes pukaras, devenues des centres de pouvoir politique. De 1300 à 1450, les conflits régionaux ravagent la région, forçant la population à se retirer dans les pukaras pour éviter les attaques, car les peuples de l'époque n'ont pas les capacités d'entreprendre un siège de longue durée. Les Andes entières sont touchées par ces conflits, une « véritable balkanisation » se développant, car « aucune forme de structure politique à grande échelle existe alors ».
Les causes des conflits du XIVe siècle, qui éclatent dans toute la cordillère des Andes, sont incertaines. D'après le linguiste et anthropologue Alfredo Torrerro, c'est une invasion des peuples de langue aymara contre ceux de langue uru et puquina qui est à l'origine du conflit. Cependant, César Itier et Paul Hegarty pensent que les incas ont diffusés la langue aymara, et l'archéologue Juan Albarracín-Jordán pense que les aymaras sont déjà dans l'altiplano depuis Tiwanaku. En revanche, l'anthropologue Elizabeth Arkush estime qu'il s'agit d'une multitude de facteurs, dont notamment des sécheresses et d'autres causes environnementales, et l'arrivée de groupes aymara dans la région. Selon elle, les sinchis, ou chefs de guerre, collas conservent l'état de conflit permanent, afin d'acquérir une position importante dans la hiérarchie régionale, en redistribuant le butin de guerre à leur communauté. D'autres causes potentielles sont l'efficacité des pukaras collas — car les sociétés collas ne sont pas en capacité d'entreprendre  des sièges ou des attaques surprises —, et l'organisation segmentaire de la chefferie, qui encourage les rivalités entre groupes locaux semi-autonomes. 
À l'échelle des grandes chefferies, les collas entretiennent des rivalités avec les lupacas, au sud, et les canas, au nord, peut-être liées à des différences linguistiques et culturelles.

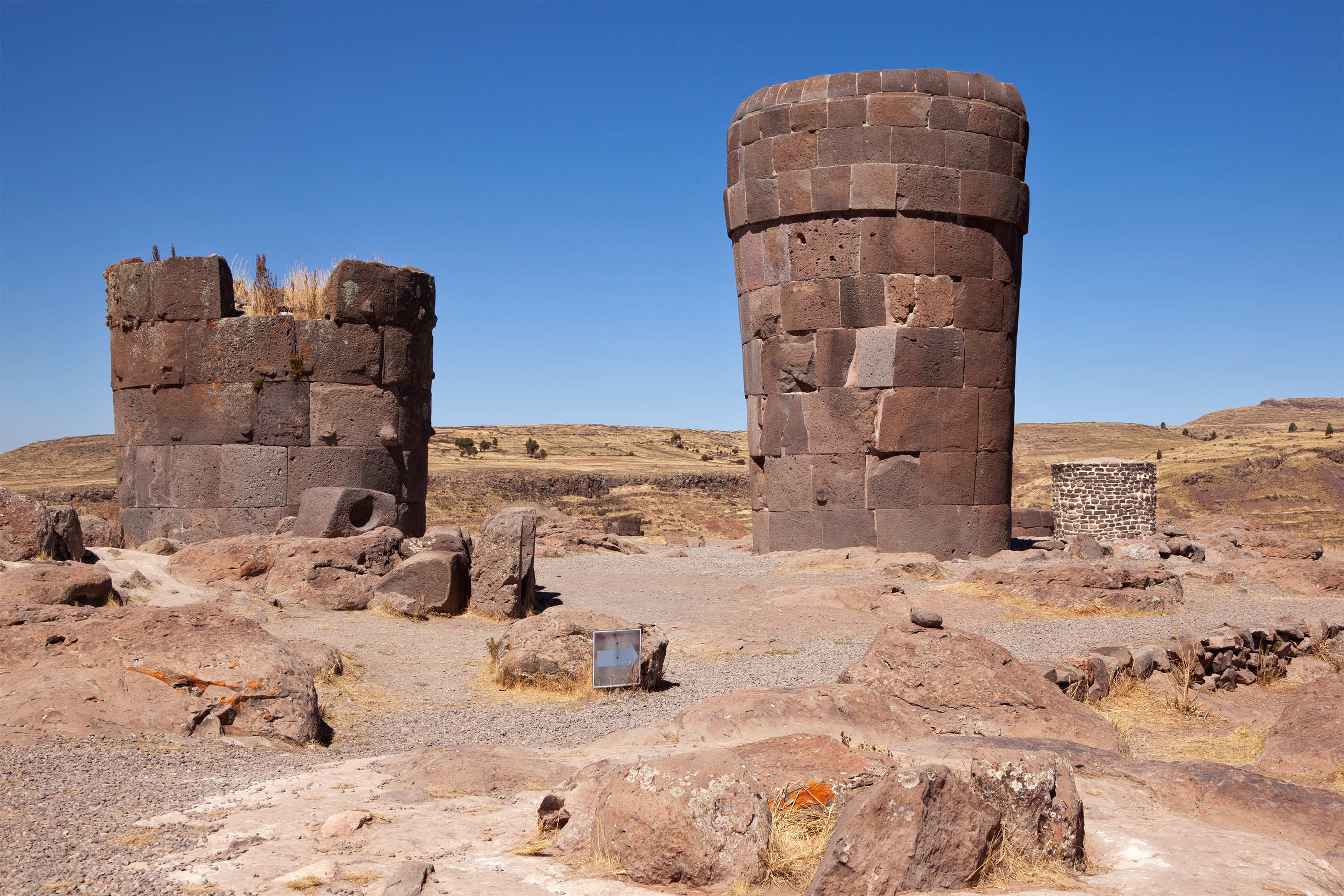
Édifices funéraires, appelées chullpas, à Sillustani.

### Colonies côtières
La chefferie colla et la chefferie lupaqa possèdent des colonies dans les régions méridionales de la côte du pacifique, appelées Colesuyu. Ces enclaves sont utilisées afin d'avoir accès aux ressources de différentes écorégions andines.
Les causes de la soumission des chefferies côtières sont incertaines. Il est possible que le pouvoir Qolla conquit les vallées de la côte pacifique.

### Potosí et les îles du lac Titicaca
Les chefs collas possèdent les îles sacrées du lac Titicaca, et les mines de Potosí et de Carabaya, associées à des croyances religieuses particulières liées aux métaux précieux. Les chefferies collas de Coata et de Capachica possèdent plusieurs îles du Titicaca, notamment l'Isla del Sol, Taquile et Amantani.

### Visite de Cuzco
Le chroniqueur autochtone Juan de Santa Cruz Pachacuti Yamqui Salcamayhua décrit une scène dans laquelle le souverain colla rend visite au souverain cuzquénien Viracocha Inca, lors de son couronnement. Il aurait adressé des paroles pour féliciter l'Inca Viracocha, qui ont une signification religieuse et symbolique.

### Conflit contre les Lupaqas
Le royaume Lupaqa et le royaume Kolla, les deux principales puissances du lac Titicaca, développent une rivalité, peut-être à cause de différences linguistiques (les lupaqas parlent une langue aymara, tandis que les collas parlent le puquina). L'anthropologue Alfredo Torrerro situe le début du conflit au XIVe siècle, à l'époque d'importantes migrations aymaras. Selon lui, les lupaqas représenteraient les nouvelles ethnies aymaras, et les collas l'ancienne population puquina. À l'époque de Viracocha Inca, chef de la grandissante confédération cuzquénienne, celui-ci apporte publiquement son soutien aux deux principaux chefs collas, mais conclut secrètement une alliance avec le souverain Lupaqa, Cari. Apprenant les nouvelles de l'accord, le souverain Kolla envahit le territoire Lupaqa, et subit une défaite face aux forces ennemies à Paucarcolla. Les armées incas, qui soumettent les peuples canas et canchis, arrivent après la victoire des lupaqa, et Viracocha établit un pacte avec Cari. L'intervention de Viracocha Inca, peut-être motivée par le fait que cette région est productrice de bronze, établit la présence inca dans la région.
Selon les fonctionnaires incas interrogés dans la Relation des quipucamayoc, qui appartiennent au lignage Socso fondé par le souverain Viracocha Inca, cette intervention, qui voit l'occupation de l'isla del Sol, s'apparente à une conquête du territoire colla. Cette hypothèse est soutenue par le linguiste français César Itier, selon lequel la réécriture de l'histoire ordonnée par l'empereur Pachacútec minimise les exploits de Viracocha.

### Conquête inca
Suivant la conquête des Chankas et des Soras,, l'empereur Pachacuti commence sa campagne militaire expansionniste dans l'altiplano, envoyant un groupe de soldats sous le commandement d'Apo Conde Mayta vers la frontière avec le royaume Kolla, dirigé alors par Chuchi Capac, également connu sous le nom de le Qulla Capac. Il ne faut pas longtemps à Pachacuti pour rejoindre les troupes d'avant-garde, pénétrant sur les terres ennemies jusqu'à atteindre la base de Vilcanota.

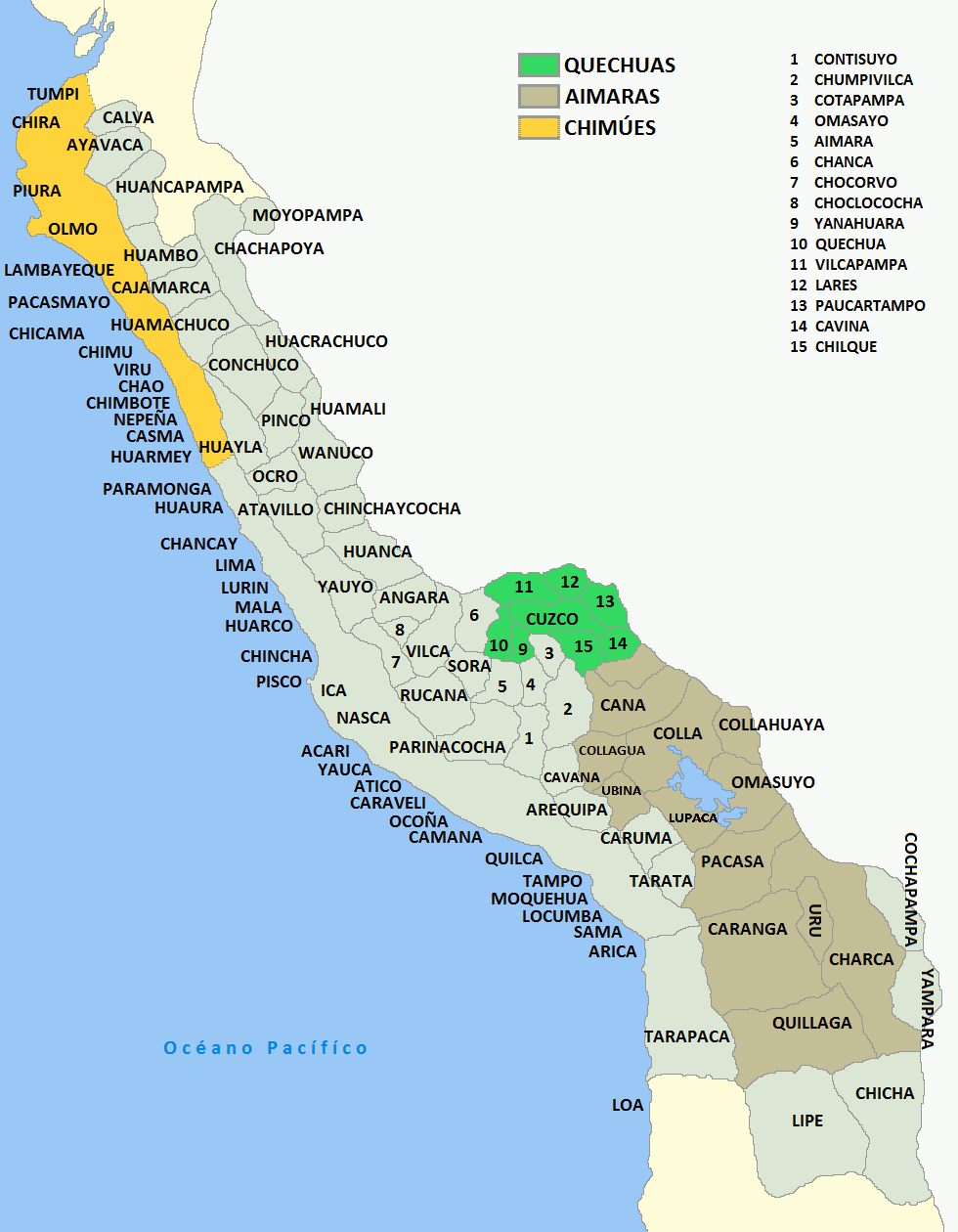
Nations andines pré-colombiennes.

Chuchi Capac, conscient de l'incursion inca, se rend avec son armée à la ville d'Ayaviri pour attendre les armées incas. En arrivant dans cette ville, Pachacuti estime qu'une soumission pacifique ne serait pas possible, donc une longue bataille s'ensuit. Alors que le combat se prolonge, craignant d'être vaincus, les Kollas se retirent à Pucara, une fortification colla, où ils sont persécutés par les Incas. À Pucara à lieu une deuxième bataille, dans laquelle les Incas sont victorieux, réussissent capturer le puissant Qulla Capac. Une fois assuré de la victoire, Pachacútec se rend à Hatunqulla, résidence du kuraka vaincu, où il reste jusqu'à ce que tous les peuples subordonnés viennent lui rendre obéissance. Avec la conquête des territoires collas, l'état inca acquiert une stature impériale et la réputation de l'empereur Pachacutec augmente.

#### Révoltes
La chefferie Colla devient une province, ou wamani, impériale de l'Empire inca. Selon le navigateur et chroniqueur espagnol Pedro Sarmiento de Gamboa, la région de l'altiplano voit trois révoltes au cours de la période impériale incaïque. Les édifices militaires ou pukaras sont des foyers de résistance, et les révoltes sont l'une des « affaires sérieuses » qui « menaçaient périodiquement l'empire ». Une révolte est réprimée par Amaru Yupanqui, alors co-régent de Pachacútec, tandis qu'une autre, identique, fomentée par un chef local d'origine Callahuaya, appelé Coaquiri, depuis le foyer de résistance de Pucara, est écrasée par le Sapa Inca X, Tupac Yupanqui, parfois représenté comme conquérant de l'altiplano. L'empereur Tupac Yupanqui soumet à cette occasion également les états Collas insurgés de la moitié orientale, Umasuyu, de Conima, Moho, Assillo et Azangaro. De là les armées incas entrent dans la chefferie Callahuaya, située sur la frontière sud-est de la chefferie Colla, et concluent une alliance avec les puquinas du versant oriental. Un chef Callahuaya, nommé Ari Capac Iqui, montre le chemin des vallées Apolo vers l'Anti Suyu aux armées incas, devenant un important allié.
La région Umasuyu de plusieurs états altiplaniens est transformée en une unique province ou wamani, nommée Inca-Callahuaya, à l'est du lac Titicaca et de la rivière Desaguadero, et gouvernée par Ari Capac Aqui, réduisant le territoire Colla à sa partie Urcosuyu, ou occidentale.

### Époque inca

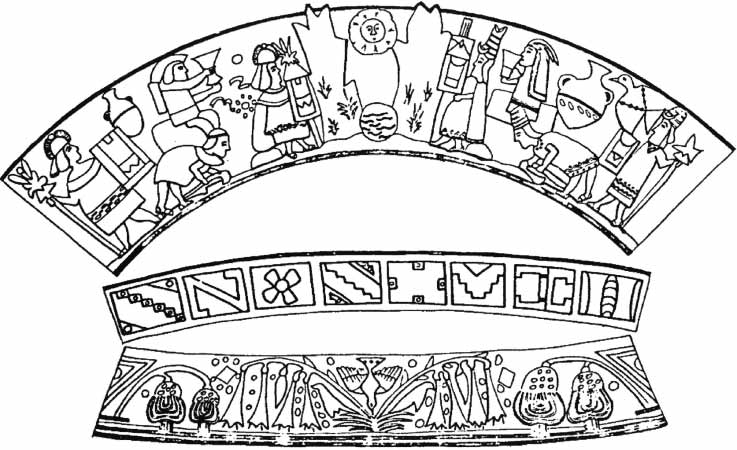
Représentation d'une rencontre du Sapa Inca, à gauche, avec le souverain colla, à droite.

Le terres des entités socio-territoriales collas insurgées d'Azangaro, Asillo et Pucara sont intégrées au domaine du souverain inca, tandis que l'entité d'Arapa fait partie du domaine de la divinité solaire Inti. Ces pukaras (fortifications) sont réutilisées par les incas, dans une stratégie d'intégration des peuples collas, en neutralisant les structures défensives et en établissant une administration inca. Une partie du territoire colla, sur la côte nord du lac Titicaca, est gouvernée depuis Cuzco, tandis qu'une autre, sur la côte est du lac Titicaca, est gouvernée depuis La Paz. À l'époque de l'empereur Huayna Capac, la participation des armées collas aux campagnes militaires à l'extrême nord de l'empire contribue à intégrer les collas à l'état inca.
Suivant la conquête inca et les révoltes des peuples de l'altiplano, la majorité des pukaras, constructions défensives de l'époque pré-inca associées à des conflits régionaux et à une grande fragmentation politique, sont abandonnées. Les incas mobilisent la main d'œuvre qolla et lupaqa pour construire des édifices à Cuzco, en utilisant les méthodes de la région pour tailler les pierres.

### Domination espagnole
En 1538, l'État Colla entre en guerre avec l'État Lupaqa. Face au régime de Chucuito, le souverain Colla demande de l'aide aux espagnols établies à Cuzco, lesquels vainquent les troupes Lupaqas.

## Économie
Les collas sont économiquement organisées selon le modèle de l'archipel vertical.
Dans les régions de la côte altiplanienne, entre Camaná et Tarapacá, appelées collectivement Colesuyu, à l'ouest, et dans le piedmont amazonien, à l’Est, les Qollas possèdent plusieurs enclaves, nommées « îles », censé exploiter divers écosystèmes sur plusieurs hauteurs. Ce modèle économique est également pratiqué par les autres seigneuries et chefferies du lac Titicaca, notamment les Lupaqa et les Pacajes. Ce phénomène est analysé par le nord-américain John Murra, qui décrit une société autarcique. Cependant, certains chercheurs, tout en acceptant l'existence de l'archipel vertical, estime que d’autres formes d'échanges entre les macro-ethnies existent,.
Les causes de la domination des chefferies des hauts plateaux sur ceux de la côte méridionale sont incertaines.

## Art et artisanat
La main d'œuvre colla hérite des techniques de la civilisation de Tiwanaku pour tailler les pierres. Les collas sont notamment associés aux édifices funéraires appelées chullpas, dont la construction commence à partir de la fin du XIIIe siècle et s'accentue à partir de 1300. 

## Linguistique
Linguistiquement, la chefferie colla parle le puquina, l'ancienne langue de Tiwanaku. D'après Thérèse Bouysse-Cassagne, la moitié orientale Uma est d'avantage influencée par le puquina que la moitié occidentale Urco. Selon Martti Pärssinen, cependant, la division linguistique des deux moitiés de la chefferie colla n'est pas très importante. 
Le linguiste et anthropologue Alfredo Torrerro estime que la chefferie colla est en conflit avec d'autres chefferies, de langue aymara, notamment celle des lupacas, qui seraient arrivées à la suite d'une migration vers l'altiplano.

## Religion
La divinité principale des collas, selon les témoignages ethnohistoriques, est Tunupa, divinité des volcans et de la foudre, en l'honneur duquel des sacrifices humains sont parfois effectués[réf. nécessaire].
Les populations des mines d'or et d'argent de la partie orientale de la chefferie, notamment à Potosí, ont des croyances religieuses particulières. Le peuple de Carabaya, notamment, adore un félin qui lui donnerait de l'or. D'après Thérèse Bouysse-Cassagne, les paroles attribuées au chef colla lors de sa visite de Viracocha Inca auraient une signifcation symbolico-religieuse, établissant un dualisme entre le peuple colla, lié au soleil et  à l'argent, et le peuple inca, associé à la divinité créatrice Viracocha et à l'or.

## Société
Les collas pratiquent la déformation crânienne, se faisant « pousser un crâne long et pointu, de façon à ce qu'il s'ajuste à leur bonnet qui avait la même forme ».